# سیمریا (قاره)

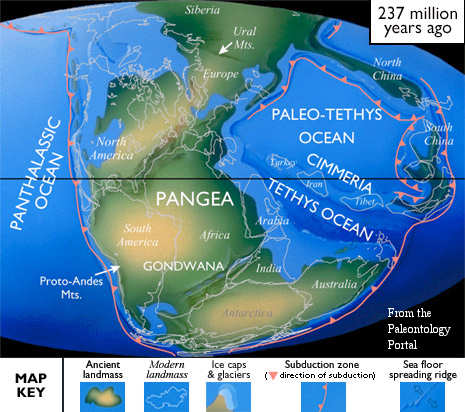

سیمریا یک قاره باستانی بود، یا، به عبارت بهتر، رشته‌ای از ریزقاره‌ها یا زمین‌ها، که از گوندوانا در نیم‌کره جنوبی منشعب شد و به اوراسیا در نیم‌کره شمالی اضافه شد. این کشور شامل 
بخش‌هایی از ترکیه، ایران، افغانستان، پاکستان، تبت، چین، میانمار، تایلند و مالزی امروزی بود. سیمریا از سواحل گوندوانان اقیانوس تتیس دیرینه در سیسورالین جدا شد و با باز شدن اقیانوس نئو تتیس در پشت آن، در طول پرمین، پالئو تتیس در مقابل آن بسته شد. از آنجایی که تکه‌های مختلف سیمریا با سرعت‌های متفاوتی به سمت شمال حرکت می‌کردند، اقیانوس مزو تتیس بین قطعات مختلف در طول سیسورالیان شکل گرفت. سیمریا از گندوانا از شرق به غرب، از استرالیا تا شرق مدیترانه جدا شد. در عرض‌های جغرافیایی متعددی امتداد داشت و دامنه وسیعی از مناطق آب و هوایی را در بر می‌گرفت.

## تاریخچه مفهومی

### خرد قاره ایران
در سال ۱۹۷۴، پس از تحقیقات میدانی گسترده در خاورمیانه، زمین‌شناس سوئیسی، یووان اشتوکلین، پای شمالی رشته‌کوه البرز در شمال ایران را به عنوان زمین‌درزی شناسایی کرد که در دوره پالئوزوئیک، ساحل شمالی گندوانا و بقایای اقیانوس پالئو-تتیس بوده است. اشتوکلین همچنین اشاره کرد که یک شکاف در اوایل دوره مزوزوئیک یا اواخر دوره پالئوزوئیک، صفحه ایران را از صفحه عربستان جدا کرده است و اینکه یک منطقه سوتور جنوبی دیگر باید بقایای اقیانوس نئو-تتیس باشد. اشتوکلین دریافت که باز شدن این اقیانوس بعدی ایران را به یک قاره کوچک تبدیل کرده است. این مشاهدات باعث شد که اشتوکلین اولین کسی باشد که بخشی کوچک از آنچه بعدها به عنوان قاره سیمره (Cimmeria) شناخته شد را شناسایی کند.
اشتوکلین همچنین اشاره کرد که پیشنهاد او شباهت به مفهوم قدیمی جهان دارد که در آن دو قاره وجود داشتند، آنگارالند در شمال و گندوانا در جنوب، که توسط یک اقیانوس طویل به نام تتیس از هم جدا می‌شدند. ایران به هیچ‌یک از این دو قاره تعلق نداشت، بلکه بخشی از قلمرو تتیس بود. منطقه سوتور جنوبی که توسط اشتوکلین پیشنهاد شده بود، بعدها با مشاهده تحول میکروفلاورا در ایران تأیید شد. این میکروفلاورا در دوران کربونیفر وابستگی به گندوانا داشت اما در دوره تریاس پسین وابستگی به اوراسیا پیدا کرد - به وضوح مشخص بود که ایران از گندوانا به لورازیا رانده شده است.

## تاریخچه تکتونیکی

### ایران
فرورانش نئو-تتیس غربی زیر اوراسیا منجر به ماگماتیسم گسترده‌ای در ناحیه‌ای شد که اکنون شمال ایران نامیده می‌شود. در اوایل ژوراسیک، این ماگماتیسم نیروی کششی صفحه‌ای ایجاد کرد که به شکستن پانگه‌آ و باز شدن اولیه اقیانوس اطلس کمک کرد. در دوره ژوراسیک پسین-کرتاسه پیشین، فرورانش مرز میانی اقیانوس نئو-تتیس به شکستن گوندوانا کمک کرد، از جمله جدا شدن زمین‌ساخت آرگو-برمه از استرالیا. ریزقاره مرکزی شرق ایران (CEIM) در تریاس پسین طی رویداد کوه‌زایی منطقه‌ای «ائوسیمری» در شمال ایران با اوراسیا جوش خورد، اما ایران از چندین بلوک قاره‌ای تشکیل شده و منطقه احتمالاً در اواخر پالئوزوئیک و اوایل مزوزوئیک شاهد چندین بسته شدن اقیانوس بوده است.